# Збійницький рух
Збійницький рух (від «збив», «побив») — протестний рух проти нещадного феодально-кріпосницького гніту і національно-релігійного гноблення на Лемківщині в XV—XVIII ст.. Рух мав багато спільного з опришківським рухом у Галичині, але виник раніше.
У 1340-ті роки Лемківщину захопила Польща, яка почала чинити соціально-економічний і національно-релігійний гніт на місцеве населення. У XV ст. гніт викликав серед селянства Карпат масові протести, які спочатку мали пасивний характер (відмова від панщизняних робіт, нищення знарядь праці тощо), а згодом перетворилися на масові селянські бунти. Головною формою збройної визвольної боротьби став збійницький рух. Доведені до відчаю селяни покидали села і втікали у ліси і утворювали загони. Вони нараховували до 200—300 чоловік і мали єдиного ватажка.
Перші згадки про збійників відносяться до 1434 року, коли, за свідченням польського історика М. Стечинського, лемківські та чеські збійники спільно нападали на шляхту. У 1452 році в Сяноцьких горах з'явилися збійники, яких називали «бескідниками». З кінця XVI ст. збійницький рух набув масового характеру. Лемківські збійники почали об'єднуватися з повстанцями з обох боків Карпат. Тривалий час вів боротьбу з панами збійницький загін Ланка з Терстяни та його помічника Климівця із Сквіртного, що діяв в околицях Риманова. На угорсько-польському прикордонні діяв загін Сипка з Мацини Великої (біля Горлиць). У 1595 році — загін Яцка Жебрачка.
У 1610 році збійницький загін Тимка Картика визволив групу засуджених до страти селян, що перебували у дворі шляхтича Дембіцького в Станкові. Активно у 1635—1648 роках діяв збійницький загін Василя Баюса з Ліщин Горлицького повіту (до 200 чоловік).
Національно-визвольна війна українського народу 1648—1654 років проти шляхетської Польщі вплинула на збійницький рух. 10 травня 1648 року збійники разом з
селянами Вислока визволили з Новосатанецького замку в'язнів, засуджених до страти. 4 липня 1648 року 400 збійників спільно з селянам звільнили з Сяницького замку засуджених до страти збійників.
Весною 1649 року на зібранні збійницьких ватажків в селі Барвінок, що біля Кросно відбулося об'єднання окремих загонів в один, який очолив Андрій Савка. Цей загін брав участь у повстанні Костки-Наперського у 1651 році, коли був захоплений Чорштинський замок на Підгалі.
Збійницький рух тривав до XVIII ст.